# Glypta fronticornis
Glypta fronticornis là một loài tò vò trong họ Ichneumonidae.